# Anthony Berry
Hon. Sir Anthony George Berry, CStJ (* 12. Februar 1925 in Eton, Berkshire; † 12. Oktober 1984 in Brighton, East Sussex) war ein britischer Politiker der Conservative Party, der zwischen 1964 und 1984 Abgeordneter des Unterhauses (House of Commons) war. Er kam bei dem Bombenanschlag auf das Grand Hotel in Brighton ums Leben, der durch die Provisional Irish Republican Army (IRA) während des Parteitages der Conservative Party am 12. Oktober 1984 verübt wurde.

## Leben

### Verlagsmanager und Unterhausabgeordneter
Anthony George Berry war das jüngste von sieben Kindern des Zeitungsverlegers James Gomer Berry, der 1936 zum Baron Kemsley, sowie 1945 zum Viscount Kemsley erhoben wurde, sowie dessen erster Ehefrau Mary Lilian Holmes. Als jüngerer Sohn eines Peers führte er ab 1936 das Höflichkeitsprädikat The Honourable. Er besuchte das renommierte Eton College trat nach Absolvierung einer Kadettenausbildung am 28. Dezember 1945 als Second Lieutenant der Welsh Guards in die British Army ein. Später nahm er ein Studium am Christ Church der University of Oxford auf, das er 1950 mit einem Bachelor of Arts (B.A.) beendete. Er begann seine politische Laufbahn in der Kommunalpolitik und vertrat die Conservative Party zwischen 1952 und 1964 als Mitglied im Rat der Grafschaft Monmouthshire. Hauptberuflich war er in den Presse- und Verlagsunternehmen der Familie tätig, und zwar zwischen 1954 und 1959 als Direktor von Kemsley Newspapers Ltd sowie zugleich von 1955 und 1959 als Geschäftsführender Direktor von Western Mail and Echo Ltd. Daneben absolvierte er ein postgraduales Studium am Christ Church der University of Oxford, welches er 1956 mit einem Master of Arts (M.A.) abschloss. Am 20. Juni 1956 wurde er als Officer des Order of Saint John (OStJ) ausgezeichnet. 1960 wurde er Friedensrichter (Justice of the Peace) für Cardiff sowie 1960, 1961 sowie 1962 High Sheriff der Grafschaft Glamorgan. Am 3. Juli 1962 wurde er zum Commander des Order of Saint John (CStJ) ernannt.
Bei der Wahl vom 15. Oktober 1964 wurde Anthony Berry für die konservativen Tories im Wahlkreis Southgate mit 22.251 Wählerstimmen (54,75 Prozent) erstmals zum Abgeordneten des Unterhauses (House of Commons) und damit zum Nachfolger von Beverley Baxter, der diesen Wahlkreis von dessen Gründung bis zu seinem Tode am 26. April 1964 vertreten hatte. Berry wurde bei den folgenden Unterhauswahlen jeweils mit absoluter Mehrheit wiedergewählt und vertrat den Wahlkreis Enfield bis zu dessen Umbenennung in Enfield Southgate am 9. Juni 1983. Im Anschluss vertrat er den Wahlkreis Enfield Southgate von der Unterhauswahl am 9. Juni 1983 bis zu seinem Tode. Nachdem er zwischen 1970 und 1974 im Kabinett Heath als Parlamentarischer Privatsekretär (Parliamentary Private Secretary) wirkte, fungierte er zwischen 1975 und 1979 als Parlamentarischer Geschäftsführer (Whip) der oppositionellen Tory-Fraktion im Unterhaus.

### Regierungsämter und Tod
Nach dem Wahlsieg der Conservative Party bei der Unterhauswahl am 3. Mai 1979 übernahm Berry im Kabinett Thatcher I am 7. Mai 1979 zunächst das Amt als Vice-Chamberlain of the Royal Household. und bekleidete dieses Amt bis zu seiner Ablösung durch Carol Mather am 30. September 1981. Danach fungierte er als Nachfolger von Spencer Le Marchant zwischen dem 30. September 1981 und seiner abermaligen Ablösung durch Carol Mather am 17. Februar 1983 als Comptroller of the Household. Am 17. Februar 1983 übernahm er schließlich von John Stradling Thomas das Amt als Treasurer of the Household und bekleidete dieses bis zum 11. Juni 1983, woraufhin John Cope seine Nachfolge antrat. Er war als Vice-Chamberlain of the Royal Household und als Comptroller of the Household zunächst Whip sowie zuletzt als Treasurer of the Household zugleich auch Deputy Chief Whip und damit stellvertretender Parlamentarischer Hauptgeschäftsführer der Regierungsfraktion. Als Comptroller of the Household sowie als Treasurer of the Household gehörte er zudem von Amts wegen dem Board of the Green Cloth an, einem Ausschuss zur Überprüfung der Konten sowie zur Vorbereitung von Reisen der Mitglieder des Königlichen Haushalts (Royal Household). Am 6. November 1983 wurde er zum Knight Bachelor geschlagen und führte seither den Namenszusatz „Sir“.
Berry kam neben vier weiteren Menschen bei dem Bombenanschlag auf das Grand Hotel in Brighton ums Leben, der durch die Provisional Irish Republican Army (IRA) während des Parteitages der Conservative Party am 12. Oktober 1984 von Patrick Magee verübt wurde. Nach dem Attentat kam es zu einer Nachwahl im Wahlkreis Enfield South, bei dem Michael Portillo zum neuen Abgeordneten ins Unterhaus gewählt wurde.

### Ehen und Familienangehörige
Anthony George Berry war zwei Mal verheiratet. Aus seiner am 25. November 1954 geschlossenen und 1966 geschiedenen Ehe mit Mary Cynthia Burke Roche, eine Tochter von Maurice Roche, 4. Baron Fermoy, gingen drei Töchter und ein Sohn hervor, darunter die Friedensaktivistin Jo Berry, die mit Patrick Magee, dem Attentäter auf ihren Vater, nach dessen Haftentlassung 1999 einige Male bei öffentlichen Veranstaltungen sprach.
In zweiter Ehe heiratete Berry am 5. April 1966 Sarah Anne Clifford-Turner, Tochter des Solicitor Raymond Clifford-Turner. Aus dieser Ehe gingen ein weiterer Sohn sowie eine Tochter hervor.
Sein ältester Bruder Geoffrey Lionel Berry war zwischen 1943 und 1945 ebenfalls Abgeordneter des Unterhauses und erbte beim Tod des Vaters 1968 den Titel als 2. Viscount Kemsley, so dass er Mitglied des Oberhauses (House of Lords) wurde. Seine einzige Schwester Mary Pamela Berry war mit Douglas Gordon, 12. Marquess of Huntly verheiratet. Seine Schwägerin aus erster Ehe Frances Ruth Burke Roche war mit Edward John „Johnnie“ Spencer, dem späteren 8. Earl Spencer verheiratet, und die Mutter von Diana, Princess of Wales. Ein Onkel und älterer Bruder seines Vaters war der Unternehmer Henry Seymour Berry, der 1926 zum Baron Buckland erhoben wurde. Ein weiterer Onkel und älterer Bruder seines Vaters war der Zeitungsverleger William Ewart Berry, der 1929 zum Baron Camrose sowie 1939 zum Viscount Camrose erhoben wurde.